# Ventoquipa
Ventoquipa är en ort i Mexiko.   Den ligger i kommunen Santiago Tulantepec de Lugo Guerrero och delstaten Hidalgo, i den sydöstra delen av landet, 110 km nordost om huvudstaden Mexico City. Ventoquipa ligger 2 219 meter över havet och antalet invånare är 1 150.
Terrängen runt Ventoquipa är kuperad åt sydost, men åt nordväst är den platt. Runt Ventoquipa är det ganska tätbefolkat, med 108 invånare per kvadratkilometer. Närmaste större samhälle är Tulancingo, 6,1 km norr om Ventoquipa. Trakten runt Ventoquipa består till största delen av jordbruksmark.